# اتین باوش
اتین باوش (فرانسوی: Étienne Bausch‎; ۱۷ ژوئن ۱۹۰۱ – ۲۵ ژانویهٔ ۱۹۷۰) بازیکن فوتبال اهل لوکزامبورگ بود.
وی همچنین در تیم ملی فوتبال لوکزامبورگ بازی کرده‌است.